# Список дипломатических миссий Нигерии

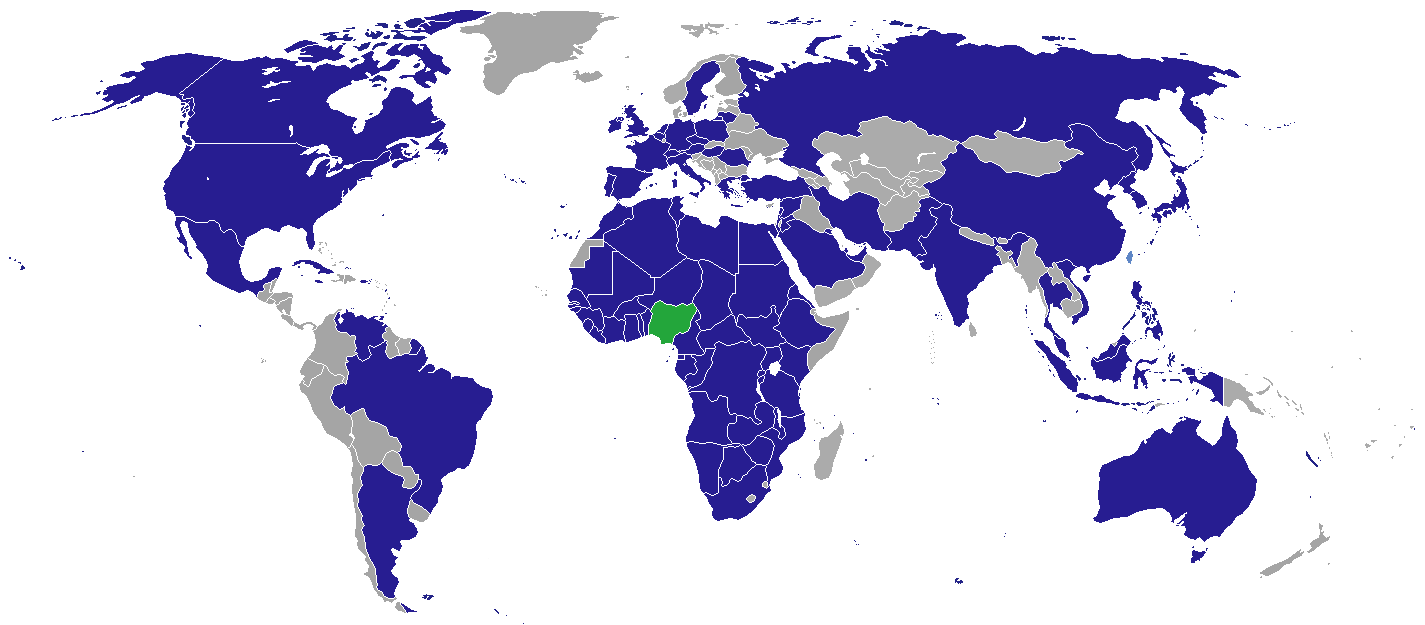
Дипломатические миссии Нигерии

Список дипломатических миссий Нигерии — перечень дипломатических миссий (посольств) и представительств Нигерии в странах мира.

## Европа
- Австрия
  - Вена (посольство)
- Бельгия
  - Брюссель (посольство)
- Великобритания

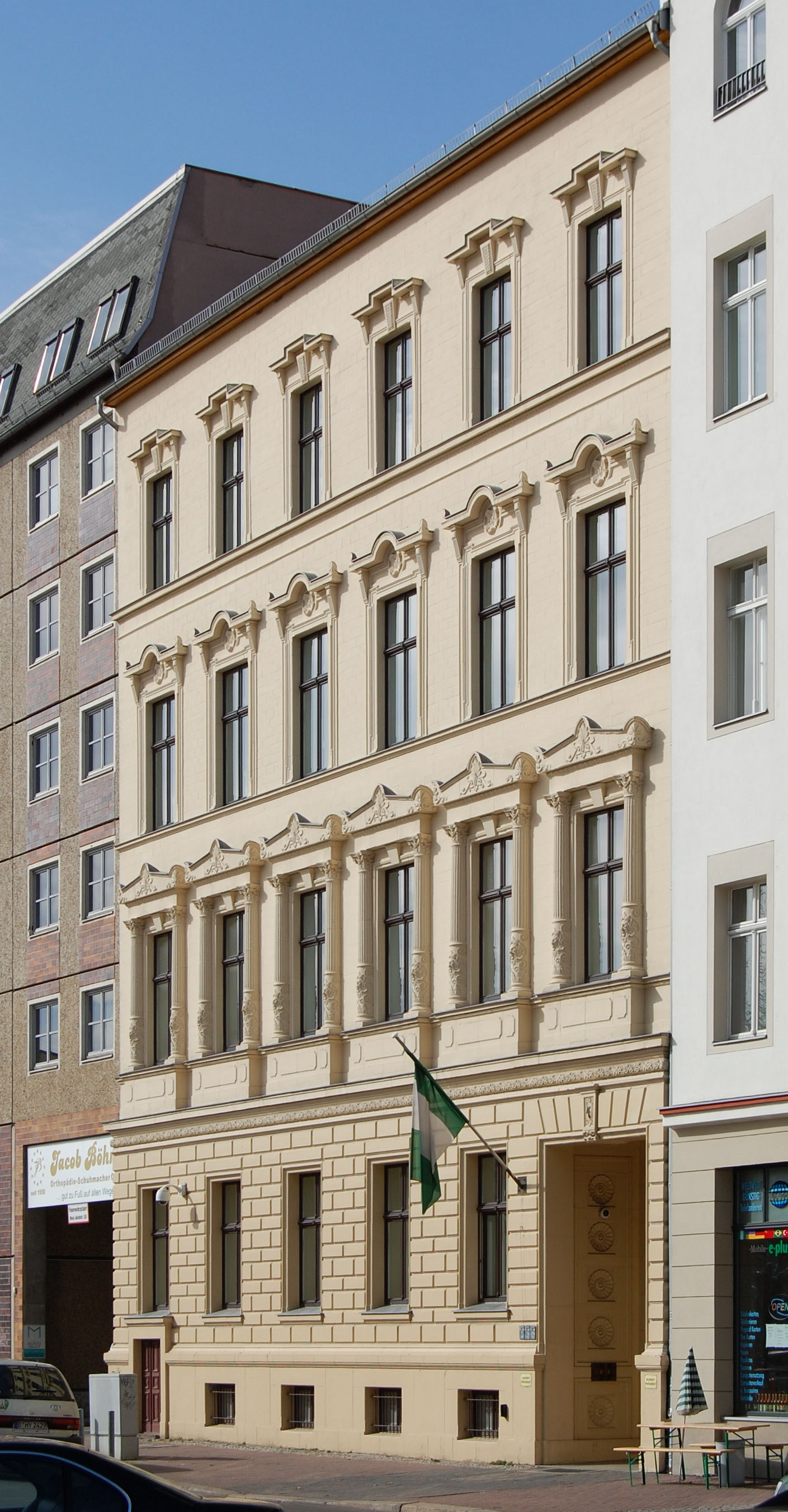
Посольство Нигерии в Берлине

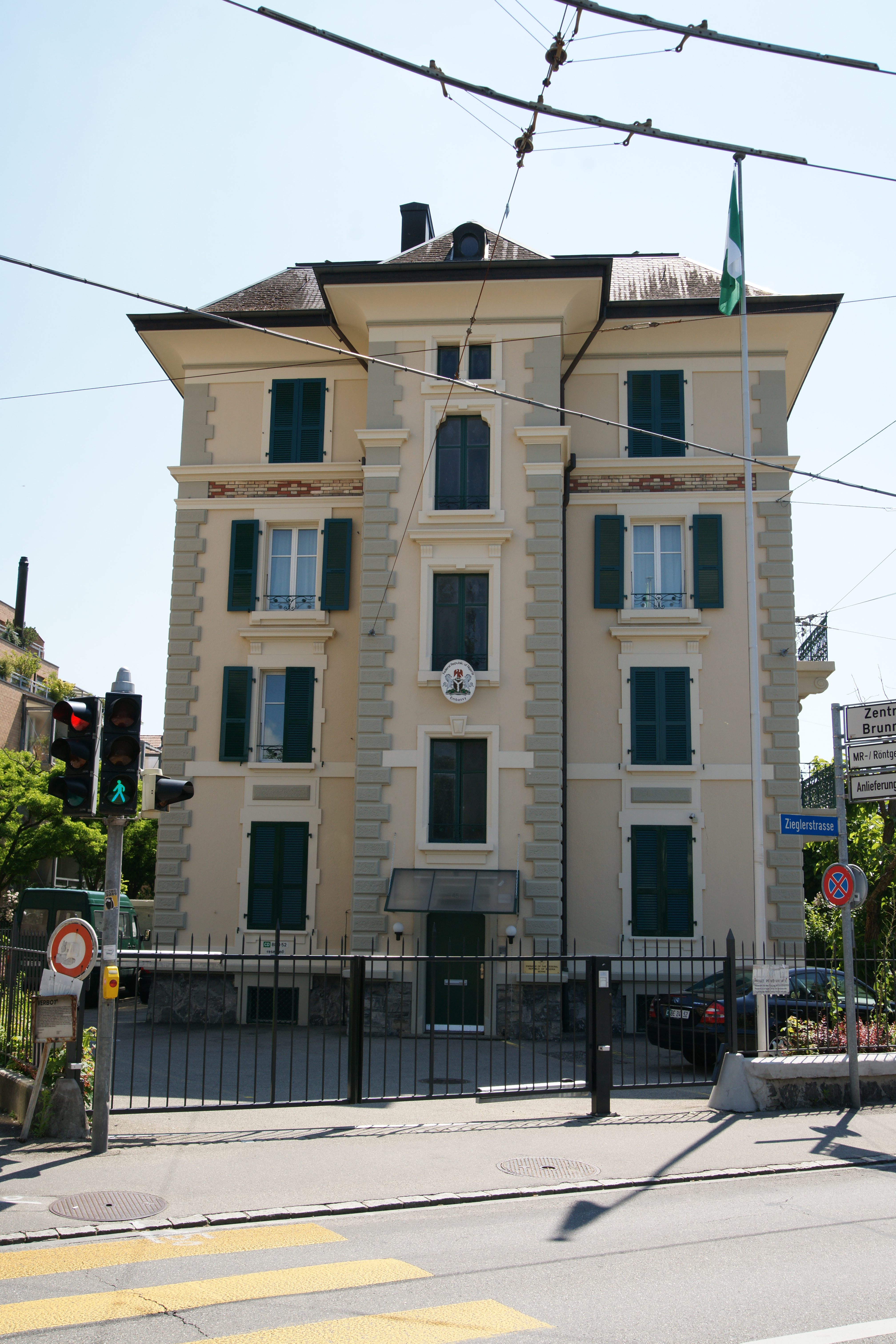
Посольство Нигерии в Берне

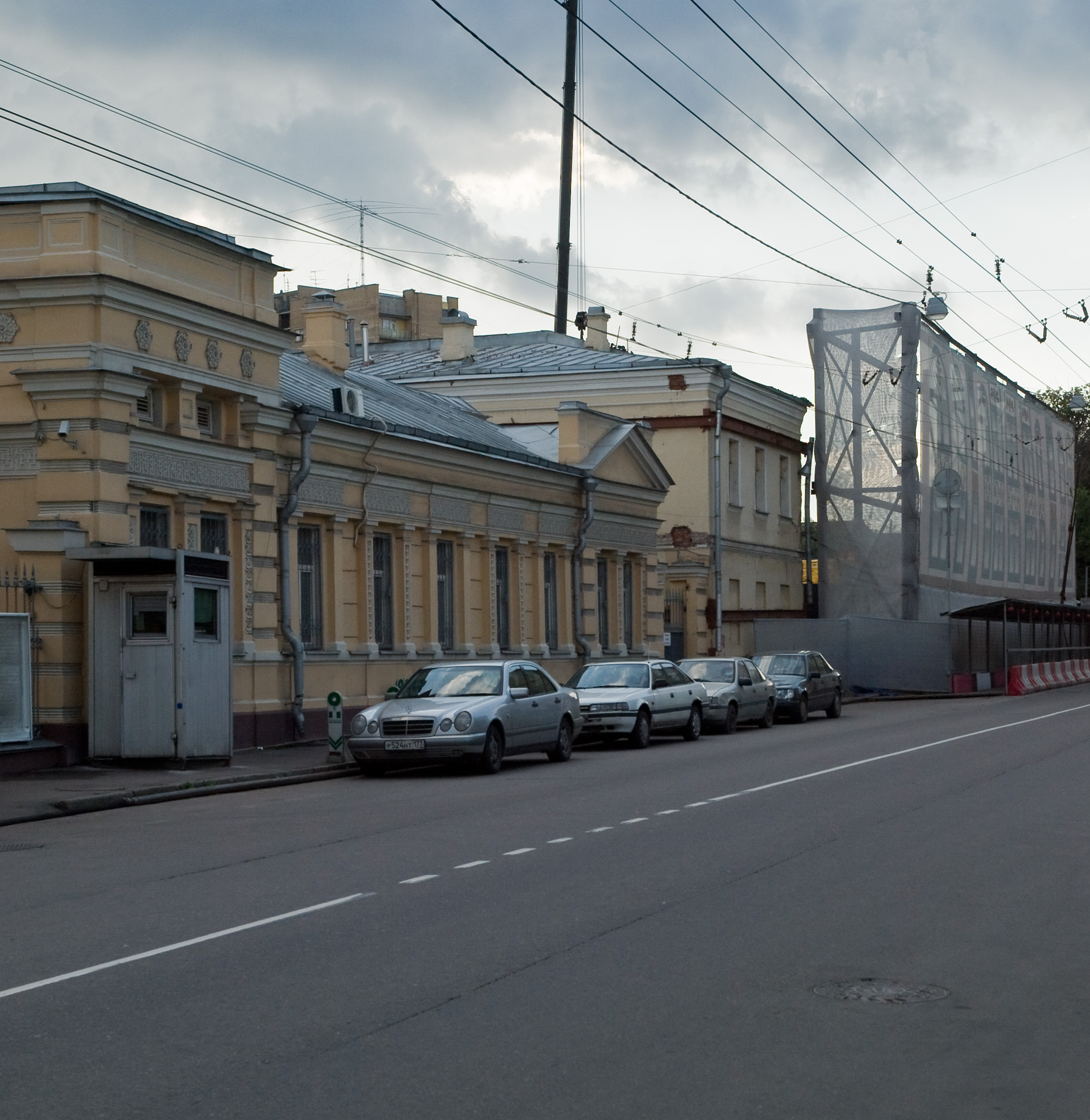
Посольство Нигерии в Москве

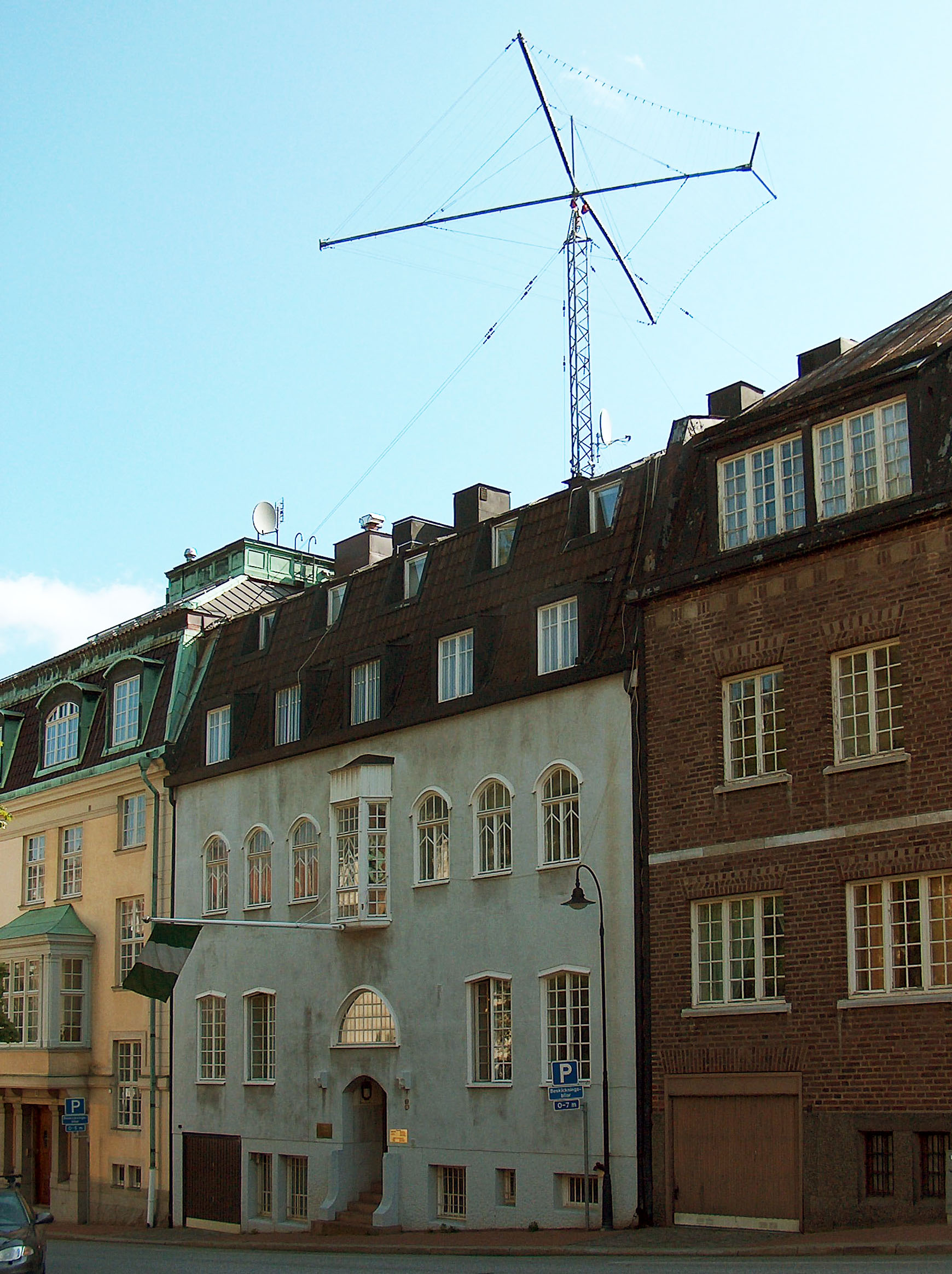
Посольство Нигерии в Стокгольме

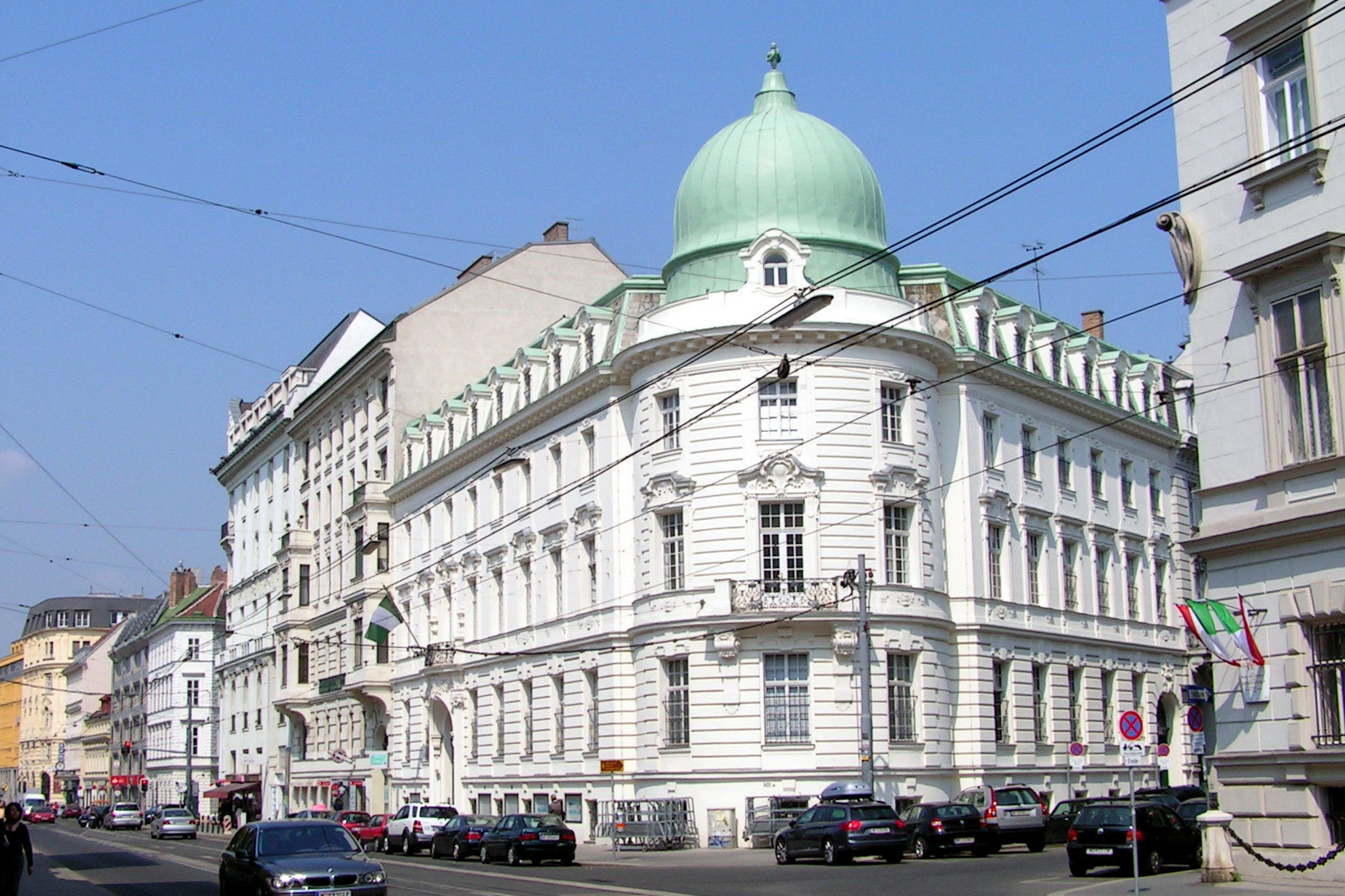
Посольство Нигерии в Вене

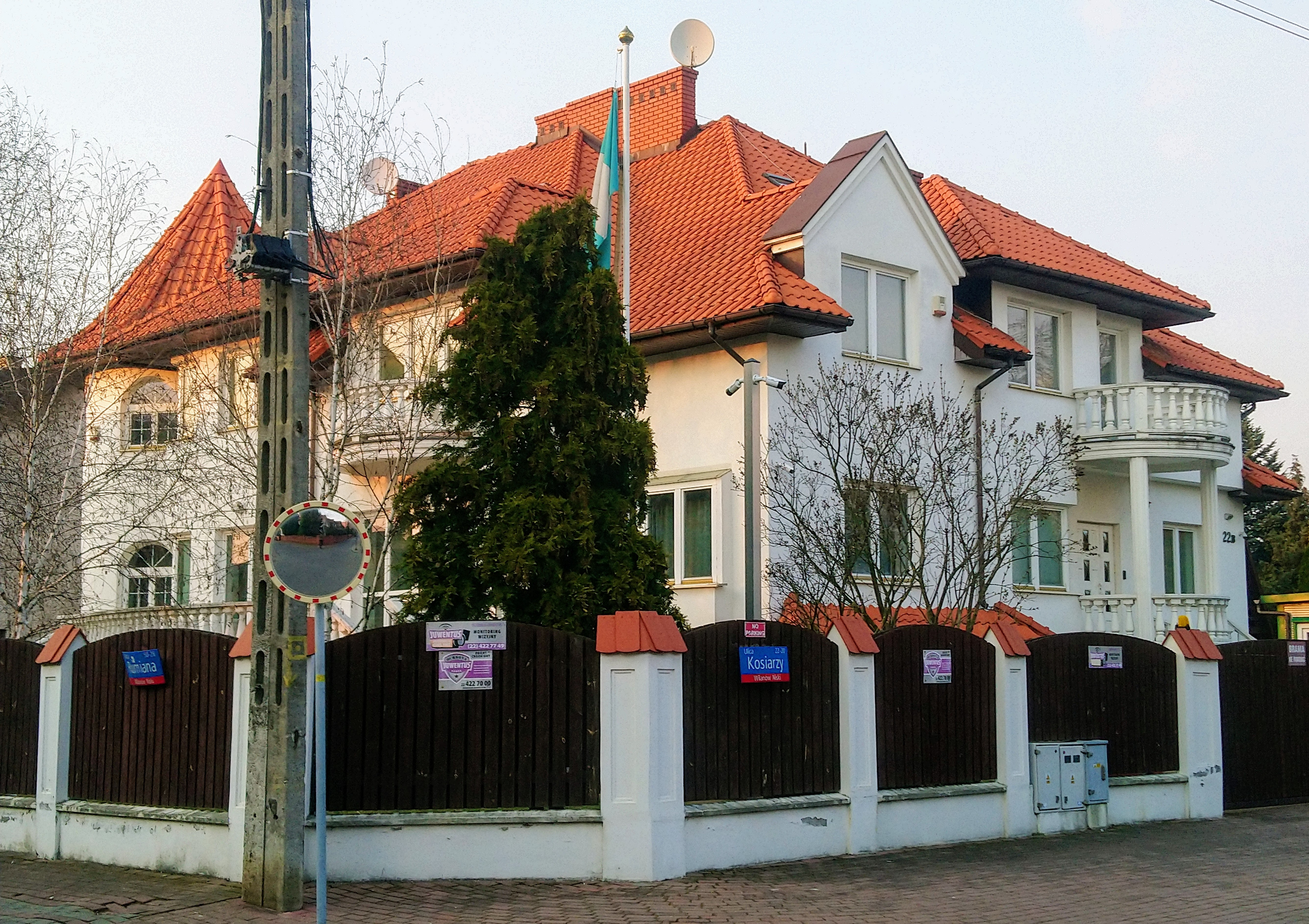
Посольство Нигерии в Варшаве

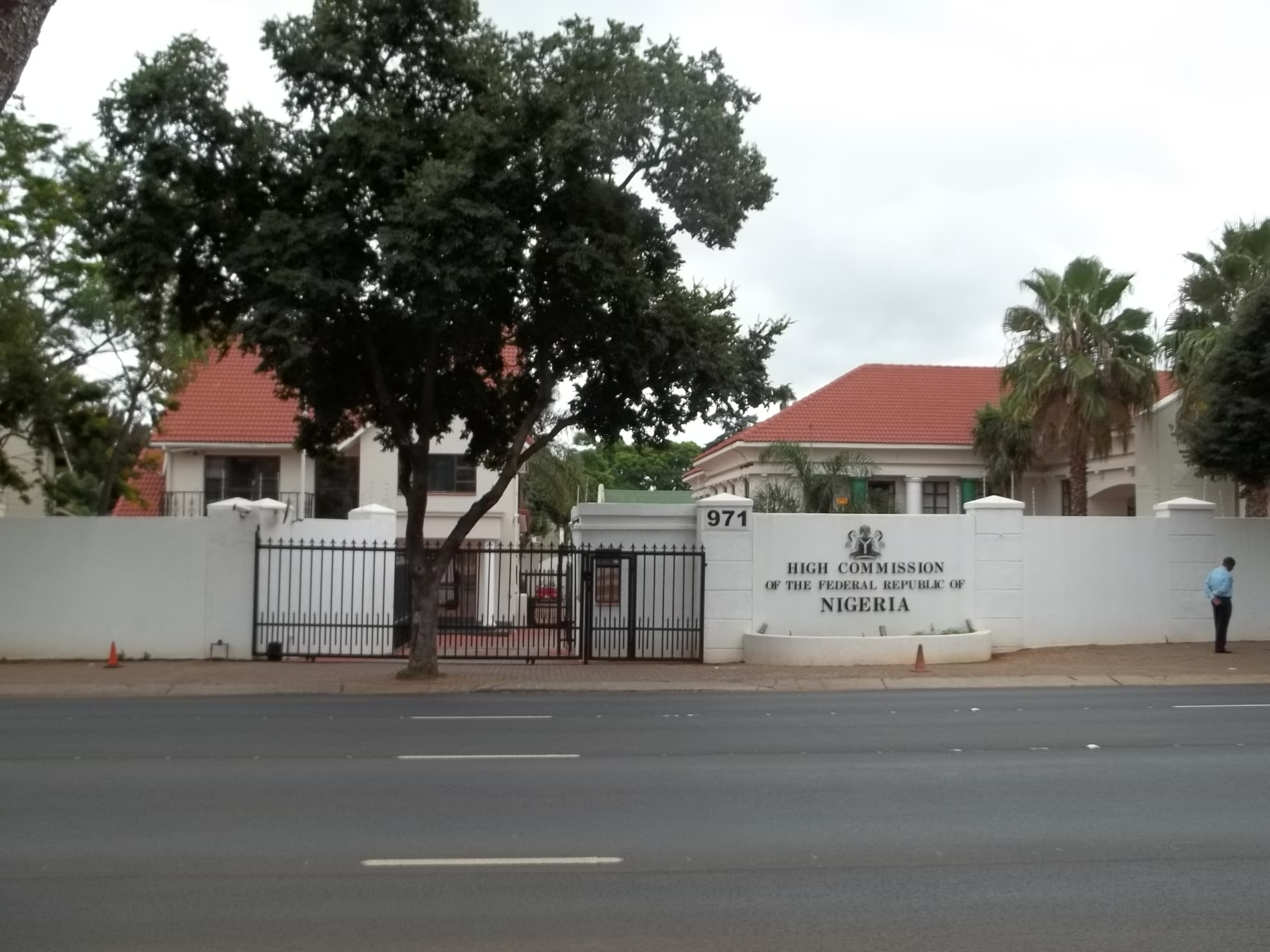
Высшее уполномоченное представительство Нигерии в Претории

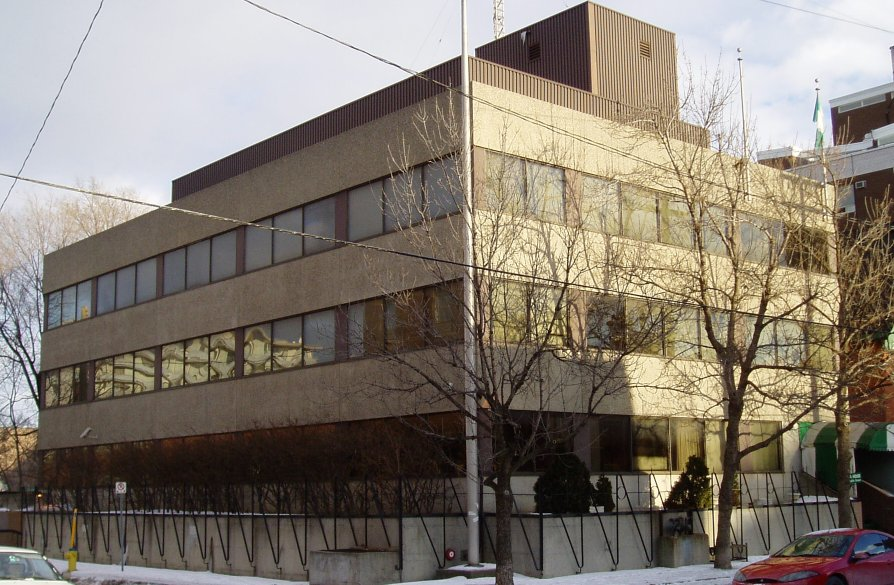
Высшее уполномоченное представительство Нигерии в Оттаве

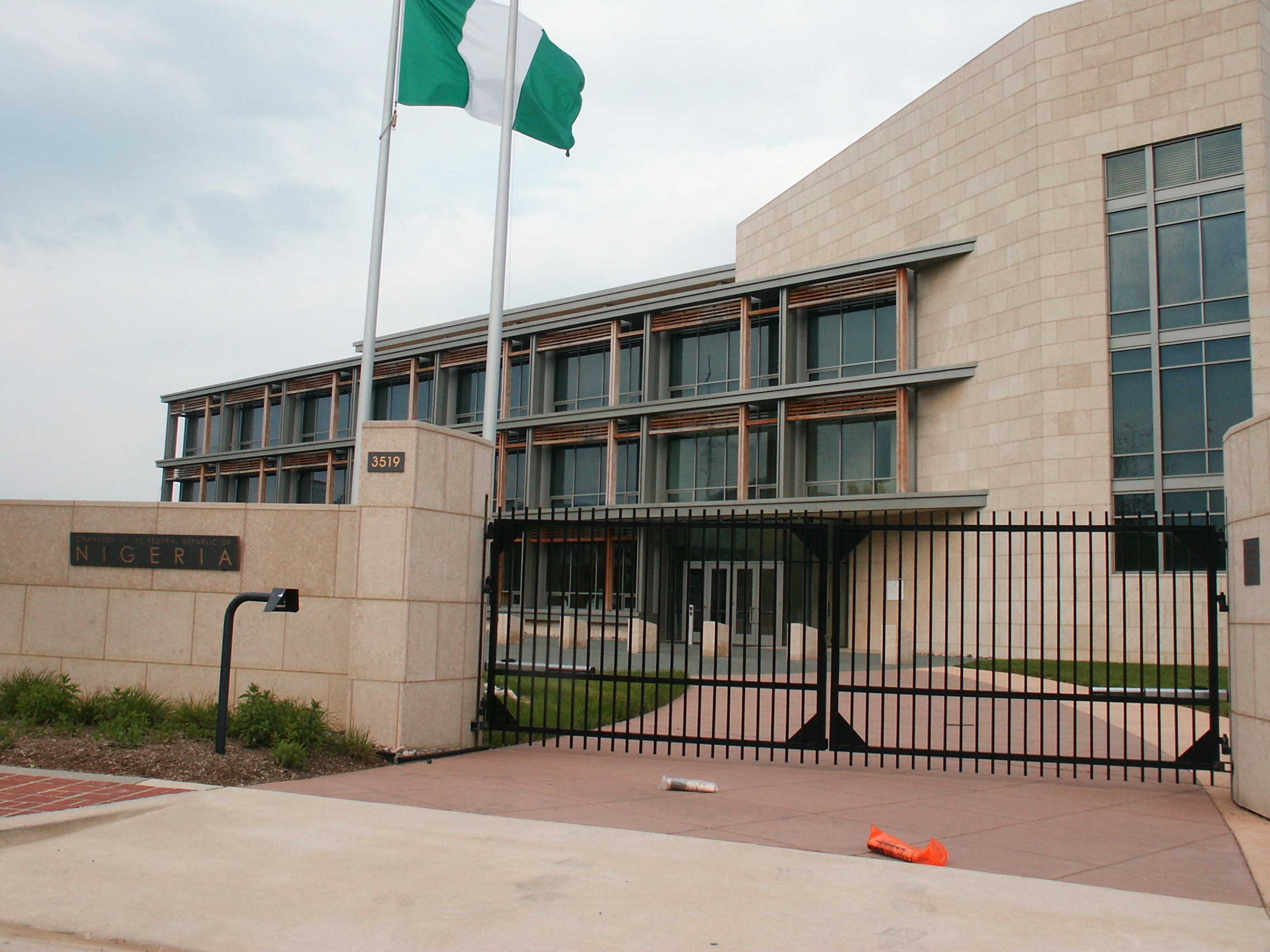
Посольство Нигерии в Вашингтоне

  - Лондон (высшее уполномоченное представительство)
- Венгрия
  - Будапешт (посольство)
- Германия
  - Берлин (посольство)
  - Бонн (генеральное консульство)
- Греция
  - Афины (посольство)
- Ирландия
  - Дублин (посольство)
- Испания
  - Мадрид (посольство)
- Италия
  - Рим (посольство)
- Нидерланды
  - Гаага (посольство)
- Польша
  - Варшава (посольство)
- Португалия
  - Лиссабон (посольство)
- Россия
  - Москва (посольство)
- Румыния
  - Бухарест (посольство)
- Сербия
  - Белград (посольство)
- Украина
  - Киев (посольство)
- Франция
  - Париж (посольство)
- Чехия
  - Прага (посольство)
- Швейцария
  - Берн (посольство)
- Швеция
  - Стокгольм (посольство)

## Азия
- Бангладеш
  - Дакка (высшее уполномоченное представительство)
- Индия
  - Нью-Дели (высшее уполномоченное представительство)
- Индонезия
  - Джакарта (посольство)
- Китай
  - Пекин (посольство)
  - Гонконг (генеральное консульство)
- Китайская Республика
  - Тайбэй (торговое представительство)
- Республика Корея
  - Сеул (посольство)
- КНДР
  - Пхеньян (посольство)
- Малайзия
  - Куала-Лумпур (высшее уполномоченное представительство)
- Пакистан
  - Исламабад (высшее уполномоченное представительство)
  - Карачи (генеральное консульство)
- Сингапур
  - Сингапур (высшее уполномоченное представительство)
- Таиланд
  - Бангкок (посольство)
- Филиппины
  - Манила (посольство)
- Япония
  - Токио (посольство)

## Средний Восток
- Израиль
  - Тель-Авив (посольство)
- Ирак
  - Багдад (посольство)
- Иран
  - Тегеран (посольство)
- Кувейт
  - Кувейт (посольство)
- Ливан
  - Бейрут (посольство)
- Саудовская Аравия
  - Эр-Рияд (посольство)
  - Джидда (генеральное консульство)
- Турция
  - Анкара (посольство)

## Северная Америка
- Канада
  - Оттава (высшее уполномоченное представительство)
- Куба
  - Гавана (посольство)
- Мексика
  - Мехико (посольство)
- США
  - Вашингтон (посольство)
  - Атланта (генеральное консульство)
  - Нью-Йорк (генеральное консульство)
- Тринидад и Тобаго
  - Порт-оф-Спейн (высшее уполномоченное представительство)
- Ямайка
  - Кингстон (высшее уполномоченное представительство)

## Южная Америка
- Аргентина
  - Буэнос-Айрес (посольство)
- Бразилия
  - Бразилиа (посольство)
- Венесуэла
  - Каракас (посольство)
- Чили
  - Сантьяго (посольство)

## Африка
- Алжир
  - Алжир (посольство)
- Ангола
  - Луанда (посольство)
- Бенин
  - Котону (посольство)
- Ботсвана
  - Габороне (высшее уполномоченное представительство)
- Буркина-Фасо
  - Уагадугу (посольство)
- Габон
  - Либревиль (посольство)
- Гамбия
  - Банжул (посольство)
- Гана
  - Аккра (высшее уполномоченное представительство)
- Гвинея
  - Конакри (посольство)
- Гвинея-Бисау
  - Бисау (посольство)
- Египет
  - Каир (посольство)
- Замбия
  - Лусака (высшее уполномоченное представительство)
- Зимбабве
  - Хараре (посольство)
- Камерун
  - Яунде (высшее уполномоченное представительство)
  - Дуала (генеральное консульство)
  - Буэа (консульство)
- Кения
  - Найроби (высшее уполномоченное представительство)
- Республика Конго
  - Браззавиль (посольство)
- ДР Конго
  - Киншаса (посольство)
- Кот-д’Ивуар
  - Абиджан (посольство)
- Либерия
  - Монровия (посольство)
- Ливия
  - Триполи (посольство)
- Мавритания
  - Нуакшот (посольство)
- Мали
  - Бамако (посольство)
- Марокко
  - Рабат (посольство)
- Мозамбик
  - Мапуту (посольство)
- Намибия
  - Виндхук (высшее уполномоченное представительство)
- Нигер
  - Ниамей (посольство)
- Сан-Томе и Принсипи
  - Сан-Томе (посольство)
- Сенегал
  - Дакар (посольство)
- Сомали
  - Могадишо (посольство)
- Судан
  - Хартум (посольство)
- Сьерра-Леоне
  - Фритаун (высшее уполномоченное представительство)
- Танзания
  - Дар-эс-Салам (высшее уполномоченное представительство)
- Того
  - Ломе (посольство)
- Тунис
  - Тунис (посольство)
- Уганда
  - Кампала (высшее уполномоченное представительство)
- ЦАР
  - Банги (посольство)
- Чад
  - Нджамена (посольство)
- Экваториальная Гвинея
  - Малабо (посольство)
  - Бата (консульство)
- Эритрея
  - Асмэра (посольство)
- Эфиопия
  - Аддис-Абеба (посольство)
- ЮАР
  - Претория (высшее уполномоченное представительство)
  - Йоханнесбург (генеральное консульство)

## Океания
- Австралия
  - Канберра (высшее уполномоченное представительство)

## Международные организации
- Брюссель (постоянное представительство при ЕС)
- Женева (постоянное представительство при ООН и других международных организациях)
- Нью-Йорк (делегация при ООН)